# Lego Harry Potter
A Lego Harry Potter (stilizáltan LEGO Harry Potter) egy Lego-téma, amely az azonos című filmsorozaton és J. K. Rowling brit írónő azonos című regényein alapul. A Warner Bros. licencéből készültek a fontos jelenetek, járművek és karakterek Lego modelljei az első hat filmhez és az összes megjelent könyvhöz. Az első készletek 2001-ben jelentek meg, az első film, a Harry Potter és a bölcsek köve megjelenésével egy időben. A következő készletek az új filmekkel párhuzamosan jelentek meg, egészen a Harry Potter és a Főnix Rendje című filmig. Ezután a sorozat három évig szunnyadt, majd 2010-ben és 2011-ben jelentek meg készletek. 2018-ban bejelentették, hogy újabb, a Harry Potter-franchise-on alapuló készleteket adnak ki, köztük a Legendás állatok és megfigyelésük és a folytatás, a Legendás állatok: Grindelwald bűntettei című filmek alapján készült új készleteket.

## Áttekintés
A sorozat középpontjában Harry Potter első éve áll a Roxfort Boszorkány- és Varázslóképző Iskolában, amikor felfedezi, hogy híres varázsló, és megkezdi a tanulmányait. Később más részeken és spin-offokon alapuló készletek is készülnének.
2021 októberében Matthew Lewis, aki Neville Longbottomot alakította a Harry Potter-filmekben, a Lego Harry Potterrel a 20 Years of Movie Magic megünneplésére újrateremtette kedvenc jeleneteit.
2022 júliusában a Lego Con házigazdái, Joel McHale és Vick Hope megépítik a saját Lego Roxfort változatukat a Lego Harry Potter tervezője, Marcos Bessa építési tippjei alapján. Evanna Lynch, aki Luna Lovegoodot alakította a Harry Potter-filmekben, felfedezi a varázslatos kalandot a Warner Bros. Studio Tour London - The Making of Harry Potter című filmben, és azt, hogyan inspirálták a jelenlegi Lego Harry Potter szetteket.